# Husayn ibn Uways
Shaykh Husayn ibn Uways Jalayr (+ primavera del 1382) fou un emir jalayírida, fill i successor de Uways ibn Hasan (Uways I). Era el segon fill més gran de Uways i l'hereu havia de ser el seu germà Hasan ibn Uways, però Husayn va guanyar el favor dels amirs mentre el seu germà esdevenia impopular.
El setembre de 1374 Uways va contreure una greu malaltia de la que va acabar morint poc després. Abans de morir els amirs li van demanar quina era la seva voluntad i va designar com a hereu al seu fill Husayn (favorit dels generals) amb el germà gran d'aquest, Shaykh Hasan, com a governador de Bagdad; els amirs van objectar que el germà gran no acceptaria aquest acord i Uways els va dir que ja ho sabia, cosa que els emirs van interpretar com el permis per fer el que volesin amb Hasan; poc després que Uways perdès la capacitat de parlar, Hasan fou arrestat. Uways va morir el 26 d'octubre del (1374) i la mateixa nit Shaykh Hasan va morir al palau de Dumiskh a mans dels amirs (generals) i Husayn fou proclamat com a sultà únic.
Husayn va governar fins al 1382 però sota el control de l'amir Adil Agha. Els seus germans, Shaykh Ali, Ahmad i Baiazid, que estaven presoners, foren alliberats i associats al poder.
El 1375, el muzaffàrida Kutb al-Din Shah Mahmud, que era gendre d'Uways I i cunyat de Husayn Shah Mahmud, es va presentar a Tabriz i la va ocupar; però una malaltia el va obligar a abandonar-la i va morir poc després. Això va anar seguit d'una nova invasió del seu rival muzaffàrida Shah Shudja, que a la mort de Mahmud havia pogut recuperar Esfahan i es va dirigir a l'Azerbaidjan on igualment va conquerir Tabriz (1376) però la va haver dpabandonar a causa d'una rebel·lió a Qazvin. A l'estiu Husayn es va poder establir a Tabriz.
En aquest temps Husayn va lluitar contra Amir Wali de Gurgan i especialment contra els kara koyunlu; a principis del 779 (maig del 1377) Husayn va atacar amb un fort contingent el castell d'Akhus que estava en mans de Kara Muhammad dels Kara Koyunlu; no obstant les dues parts van acordar la pau i el turcman va visitar a Husayn sent molt ben rebut.
El 1378 alguns amirs (Israel, Abdul Kadir, Rahman Shah...) cansats de la tirania de l'emir Adil Agha, es van revoltar i es van dirigir cap a Bagdad. El sultà Husayn va cridar a Adil Agha que va acudir des de Sultaniya i els va enfrontar a Aub-i-Gurkan, derrotant els rebels, molts dels quals van morir. Adil va retornar a Sultaniya. El mateix any diversos amirs de Bagdad, que estaven al servei de Amir Ismail, fill del ministre governador titular de Bagdad (en nom del sultà Husayn) Amir Shams al-Din Zakariya, van morir en una revolta i els sublevats van proclamar sultà a Shaykh Ali ibn Uways (segons algunes fonts fill Ali ibn Hasan, fill de l'assassinat Shaykh Hasan ibn Uways. Husayn es va decidir a transigir (no li constava cap rival perillòs entre els revoltats) i li va enviar una amable carta en la que li permetia conservar el govern de Bagdad. No obstant el nou governador va cridar a Pir Ali Baduk, antic servidor de Shaykh Hasan, ara governador de Shushtar al servei de l'emir muzaffàrida Shah Shudhja, i des de la seva arribada, el govern va adoptar diverses mesures de gran independència.
Husayn i Adil Agha van considerar que es sobrepassava la autoritat i van marxar a Bagdad amb un exèrcit i Shaykh Ali i Pir Ali Baduk, sense posibilitat de resistència, van haver de fugir de Bagdad i es van refugiar a Shushtar; Husayn va entrar a Bagdad sense oposició i es va quedar allí per disfrutar dels plaers de la gran capital, mentre Adil Agha era enviat en persecució dels dos fugitius. Shushtar fou assetjada un temps i finalment Shaykh Ali va pactar la submissió i el compromís de no interferir en el govern de Bagdad a canvi de conservar el govern de Shushtar. Adil Agha va tornar aleshores a Bagdad i des d'alli, amb la major part de l'exèrcit, a Sultaniya.
No havia passat molt de temps quan a la meitat del hivern del 1379 al 1380, cridats per una facció bagdadí, Pir Ali Baduk i Shaykh Ali van retornar a Bagdad. Husayn va enviar als amirs Mahmud Uka i Omar Kipchak, pero els dos generals, tot i que van combatre be, foren derrotats i fets presoners per Pir Ali Baduk, i les seves forces foren gairebé aniquilades. Quan Husayn ho va saber es va retirar de l'Iraq cap a Tabriz (1380) on va arribar amb dificultats. Un temps després Shaykh Ali entrava a Bagdad i recuperava el govern mentre Husayn havia de fer front a un nou atac muzaffàrida a Tabriz (1381).
A la primavera del 1382 Adil Agha va anar a assetjar el castell de Rayy que estava governat per Baiazid ibn Uways que no obeïa al seu germà; Husayn, que era a Tabriz, li va enviar reforços i es va quedar gairebe sense forces militars a la seva disposició. Això fou aprofitat pel seu germà Shaykh Ahmad ibn Uways per revoltar-se i va sortir de Tabriz dirigint-se cap a Ardabil. Husayn li va enviar missatgers demanant-li tornar a Tabriz en pau, però Sultan Ahmad s'hi va negar. Amb els homes que va poder reunir, Ahmad va atacar Tabriz per sorpresa i la va ocupar, fent presoner al seu germà Husayn al que va fer executar (primavera del 1282). Fou el final del regnat de Husayn, el govern del qual havia estat dominat per tota mena d'irregularitats.